# Proglotyd
Proglotyd – człon (segment) ciała tasiemca. Najmłodsze proglotydy znajdują się niedaleko szyjki, a starsze człony stanowi reszta strobili tasiemca. Te drugie, wypełnione zapłodnionymi jajami, odrywają się od reszty ciała pasożyta i razem z kałem opuszczają żywiciela.